# Jaroslav Skoupý
Jaroslav Skoupý (* 17. listopadu 1947 Kolín) je výtvarník, autor námětů pro kreslený humor, fotograf, autor humoristických publikací, kalendářů a časopisů. Publikuje v tisku, píše povídky a humorné básničky, vytváří reklamní slogany. Je jedním ze zakládajících členů České unie karikaturistů (ČUK).

## Život a dílo
Žije a tvoří v Kolíně. Původním povoláním je učitel svařování, později pracoval v propagaci a reklamě.

### Výstavy fotografií
Byl členem Svazu českých fotografů a Fotoklubu FOKO Kolín, na jehož společných výstavách vystavoval své fotografie; dále vystavoval např. s kolegy z České unie karikaturistů (Fotohumor karikaturistů, Salony Kobra, galerie restaurace Sedm Konšelů, Praha, 2014).

### Výstavy obrazů
Maluje a vystavuje humorné, tzv. minimalistické obrazy (akryly). Samostatné výstavy obrazů Jaroslava Skoupého:
- Galerie Na Roštu v Kolíně (2006)
- Městská knihovna Kolín (2009)
- Městská knihovna Kolín, Vesele do třináctky: Žertovný minimalismus (2013)
- Kutná Hora - Tylův dům, Přijďte se nenudit (2013)
- Městská knihovna Kolín, Sedm křížků (2017)
- obchod Květinárka v Kolíně, Sedm a půl dekády: Sedm a půl obrazu (2022)

### Kreslený humor
Jaroslav Skoupý je od roku 1980 autorem námětů pro kreslený humor autorské dvojice NOS (Novák–Skoupý). Bývá členem porot národních i mezinárodních soutěží kresleného humoru. Je kurátorem výstav kresleného humoru Do nového roku zvesela, které pořádá na začátku každého roku Městská knihovna Kolín. Tuto tradici založili s Pavlem Kárníkem, tehdejším ředitelem kolínské Městské knihovny, v roce 2013, kdy se uskutečnila výstava obrazů Jaroslava Skoupého. V dalších letech J. Skoupý organizoval v kolínské knihovně výstavy těchto autorů:
| - 2014 Miroslav Barták - 2015 Zdeněk Hofman - 2016 Sláva (Miloslav) Martenek - 2017 Pavel Kantorek - 2018 Jiří Koštýř - 2019 Emanuel Holý - 2020 Marek Setíkovský - 2021 (výstava nebyla kvůli koronaviru) | - 2022 Aleš Vyjidák - 2023 Luboš Drastil - 2024 Jaroslav Dostál - 2025 Jan Vobr |

### Tiskoviny
Jaroslav Skoupý vymyslel humoristické časopisy Srandy fůra (v letech 1997-98 vyšlo jedenáct tematických čísel) a Srandy pytel (v roce 1998 vyšlo šest tematických čísel), které vydával Ivo Železný. Dále založil a vedl humoristický časopis Apríl: měsíčník humoru a zábavy (v roce 2002 vyšly dva výtisky) a, společně s grafikem Petrem Drábkem, vymyslel Kulový Blesk – přílohu Nedělního Blesku (v roce 2003 vyšla čtyři tematická čísla: Velikonoční, Prázdninový, Erotický, Mikulášský Kulový Blesk).

### Knižní publikace
Jaroslav Skoupý je autorem humoristických knih:
- Anekdotárium 1: sloužím vlasti, z hospůdek a restaurací, strážci zákona, Amor by se divil, humor černý jako bota, vybral a sestavil Jaroslav Skoupý, ilustrace Novák – Skoupý, Praha: HAK, 2000, ISBN 80-85910-30-6
- Anekdotárium 2: neberou a neberou, ženy versus muži, z nemocnic a ordinací, sportu zdar, za volantem, vybral a sestavil Jaroslav Skoupý, ilustrace Luboš Drastil, Praha: HAK, 2000, ISBN 80-85910-33-0
- Veselé paragrafy, výroky, citáty a krátké komické příběhy ze soudních síní z různých zdrojů vybral Jaroslav Skoupý, kreslené vtipy Novák – Skoupý, Praha: Pragoline, 2004, ISBN 80-86546-23-3

Z kalendářů sestavil např. společně s J. Varaďou (Antipol Brno) charitativní stolní kalendář Vaříme s humorem 2009, 2013, vydal je Baloušek Tisk, Hlučín.